# Юрей (окръг)
Окръг Юрей (на английски: Ouray County) е окръг в щата Колорадо, Съединени американски щати. Площта му е 1404 km², а населението - 4794 души (2017). Административен център е град Юрей.